# أندريه بوشر (فنان)
أندريه بوشر (و. 1924 – 2009 م) هو فنان، ونحات سويسري، ولد في إنهامبان، توفي في جنيف، عن عمر يناهز 85 عاماً.